# Bidessus
Bidessus là một chi bọ cánh cứng trong họ Dytiscidae.
Chi này được Sharp miêu tả khoa học năm 1882.

## Các loài
Các loài trong chi này gồm:
- Bidessus alienus Zimmermann, 1919
- Bidessus anatolicus Wewalka, 1971
- Bidessus apicidens Biström & Sanfilippo, 1986
- Bidessus bertrandi Biström, 1988
- Bidessus cacozelus Omer-Cooper, 1931
- Bidessus calabricus Guignot, 1957
- Bidessus ceratus Guignot, 1941
- Bidessus complicatus Sharp, 1904
- Bidessus coxalis Sharp, 1882
- Bidessus cretensis Fery, 1992
- Bidessus decellei Biström, 1985
- Bidessus delicatulus (Schaum, 1844)
- Bidessus excavatus Biström, 1984
- Bidessus exornatus (Reiche & Saulcy, 1855)
- Bidessus fraudator Omer-Cooper, 1958
- Bidessus fulgidus Omer-Cooper, 1974
- Bidessus funebris Guignot, 1959
- Bidessus glabrescens Biström, 1983
- Bidessus goudotii (Laporte, 1835)
- Bidessus grossepunctatus Vorbringer, 1907
- Bidessus imitator Omer-Cooper, 1953
- Bidessus laminarum Wickham, 1914
- Bidessus leveri J.Balfour-Browne, 1944
- Bidessus longistriga Régimbart, 1895
- Bidessus minutissimus (Germar, 1824)
- Bidessus muelleri Zimmermann, 1927
- Bidessus muluensis Omer-Cooper, 1931
- Bidessus mundulus Omer-Cooper, 1965
- Bidessus nasutus Sharp, 1887
- Bidessus nero Gschwendtner, 1933
- Bidessus nesioticus Guignot, 1956
- Bidessus occultus Sharp, 1882
- Bidessus omercooperae Biström, 1985
- Bidessus ovoideus Régimbart, 1895
- Bidessus perexiguus H.J.Kolbe, 1883
- Bidessus pergranulum Biström, 1985
- Bidessus perrinae Biström, 1985
- Bidessus perssoni Biström & Nilsson, 1990
- Bidessus pumilus (Aubé, 1838)
- Bidessus rossi Omer-Cooper, 1974
- Bidessus rothschildi Régimbart, 1907
- Bidessus ruandensis Omer-Cooper, 1974
- Bidessus saucius (Desbrochers des Loges, 1871)
- Bidessus seydeli Biström, 1985
- Bidessus sharpi Régimbart, 1895
- Bidessus sodalis Guignot, 1939
- Bidessus straeleni Omer-Cooper, 1974
- Bidessus toumodiensis Guignot, 1939
- Bidessus udus Biström, 1985
- Bidessus unistriatus (Goeze, 1777)
- Bidessus wilmoti Biström, 1985